# Ente (Wipperfürth)
Ente ist eine Ortschaft in der Gemeinde Wipperfürth im Oberbergischen Kreis im Regierungsbezirk Köln in Nordrhein-Westfalen (Deutschland).

## Lage und Beschreibung
Der Ort liegt im Südwesten der Stadt Wipperfürth an der Stadtgrenze zu Kürten an der Bundesstraße 506, die im Mittelalter ein bedeutender Heerweg zwischen Köln und Soest war. Der Ort liegt auf der Wasserscheide zwischen der Großen Dhünn und der Kürtener Sülz. Ein Zufluss der Großen Dhünn, der Hirschfelder Bach mit seinen Quellen Hirschfelder Siefen, Wiebornsiefen und Enter Siefen entspringt nördlich des Ortes. Nachbarorte sind Frösseln, Grunewald, Sommerberg, Hamböcken, Kofeln, Hüffen, Mittelschneppen und Pannenhöh.
Der Ort gehört zum Gemeindewahlbezirk 160 und damit zum Wahlbezirk Wipperfeld.
Seit 2012 wird in Ente das „kultigste 2CV-Treffen Deutschlands“ veranstaltet. Gegründet von Reiner M. Sowa, findet in Ente an jedem zweiten Freitag im Monat ein Treffen der Freunde des Citroën 2CV (der Ente) statt.

## Geschichte
Die Topographische Aufnahme der Rheinlande von 1824 zeigt drei getrennt voneinander liegende Hofräume mit fünf Grundrissen. Laut dem Heimatforscher Werner Stefer befand sich in Ente eine Landwehr als Wegsperre der Altstraße.

## Busverbindungen
Über die Haltestelle Ente der Linie 427 (VRS/OVAG) ist Ente an den öffentlichen Personennahverkehr angebunden.

## Wanderwege
Der vom SGV ausgeschilderte Kürtenring, der Bezirkswanderweg 9 von Wipperfürth nach Bergisch Gladbach  sowie zwei Ortsrundwanderwege A3 und A4 zur Dhünntalsperre führen durch den Ort. Ein kleiner Wanderparkplatz liegt am östlichen Ortsende.

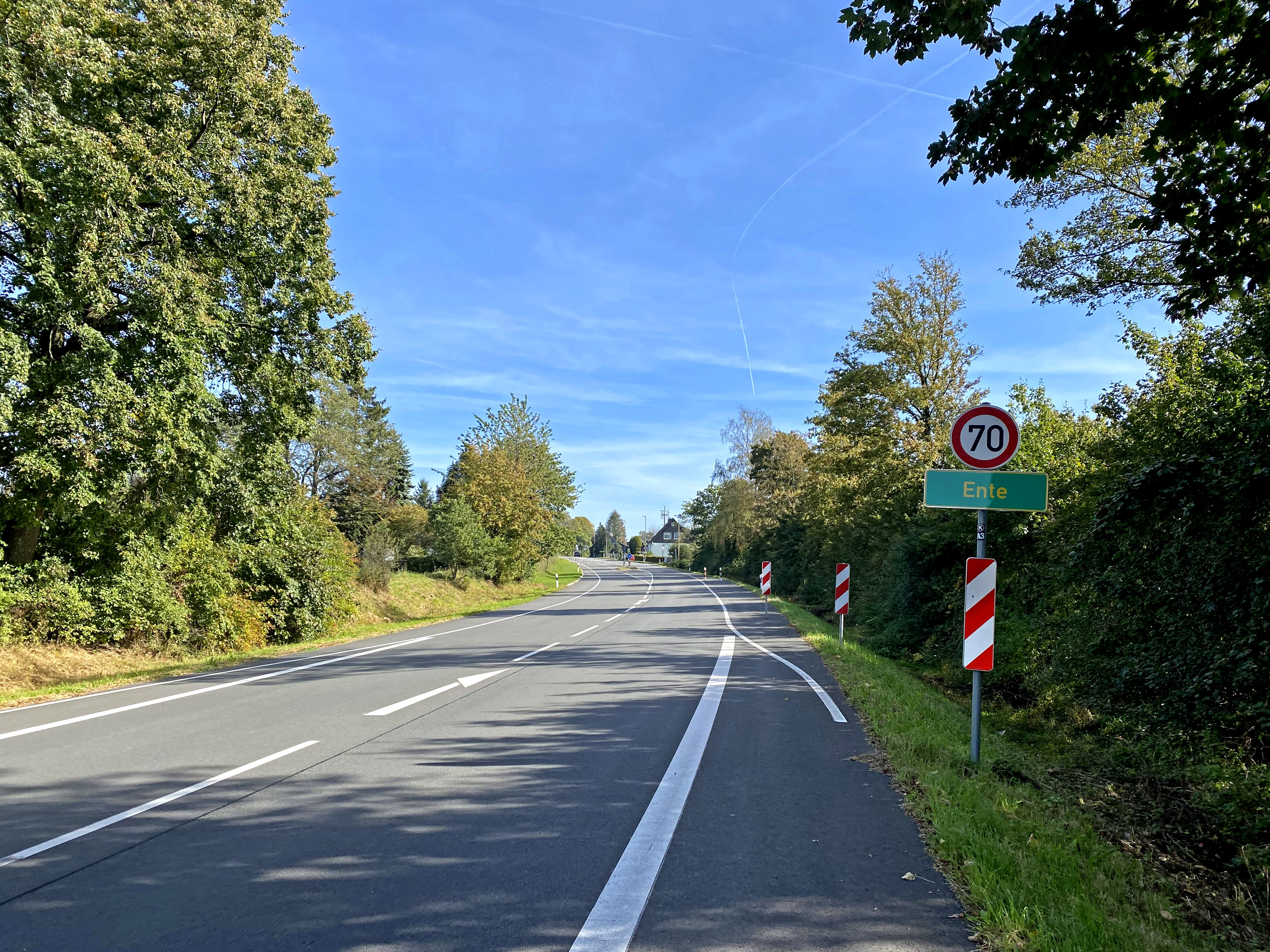
Westlicher Ortsanfang von Ente – B 506 (Kölner Straße)
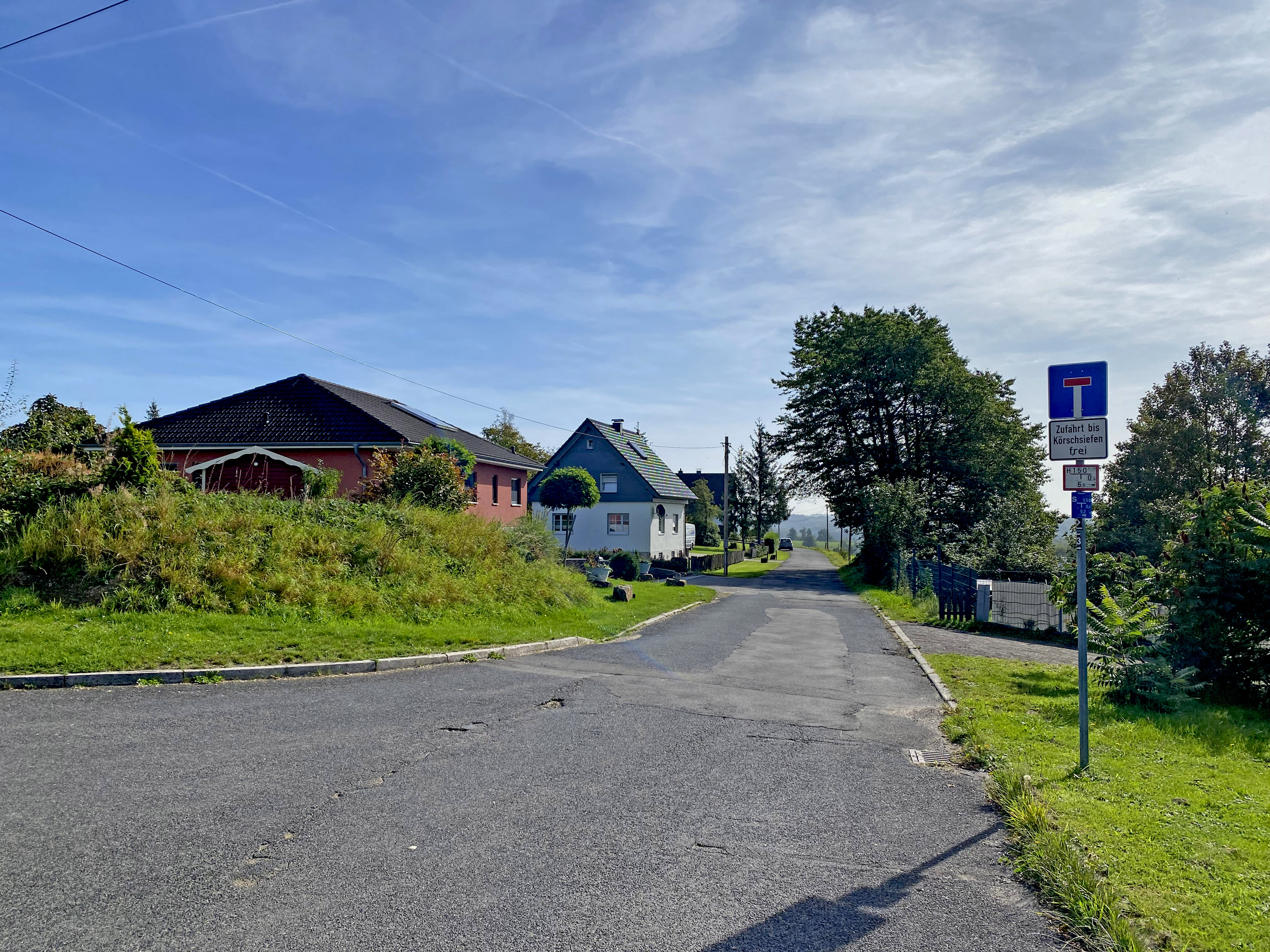
Abzweigung nach Hamböcken
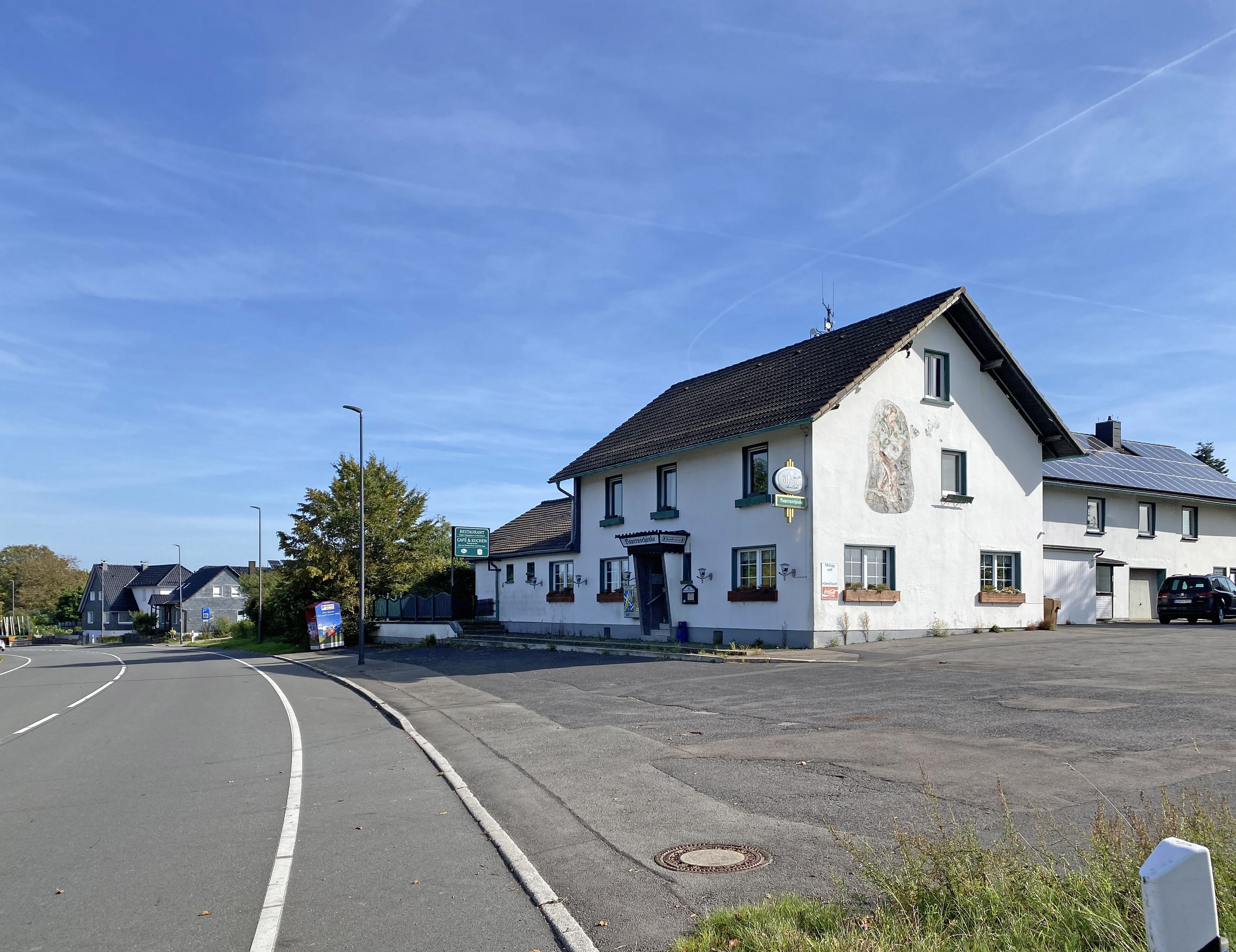
Restaurant „Bauernschänke“ in Ente
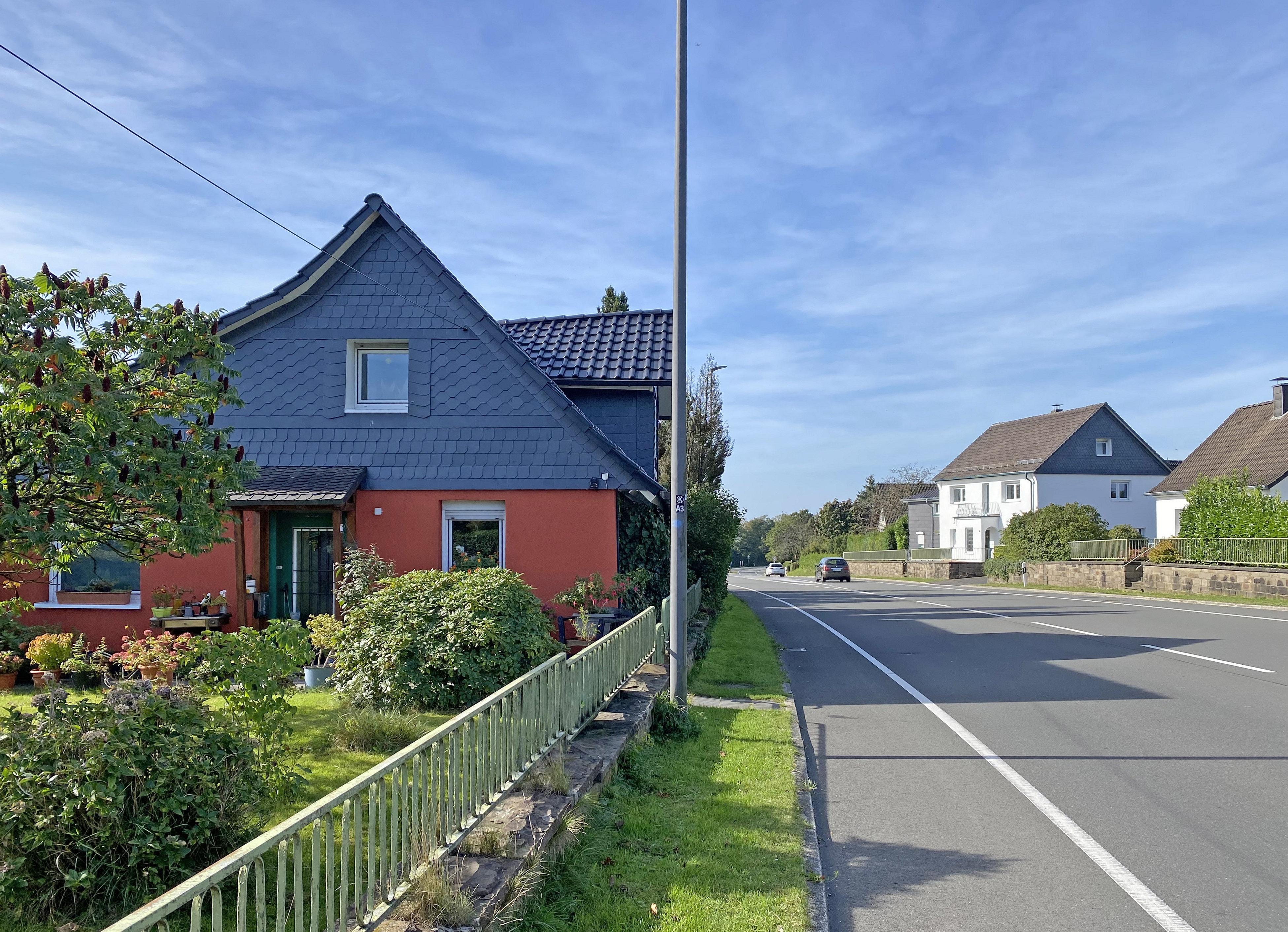
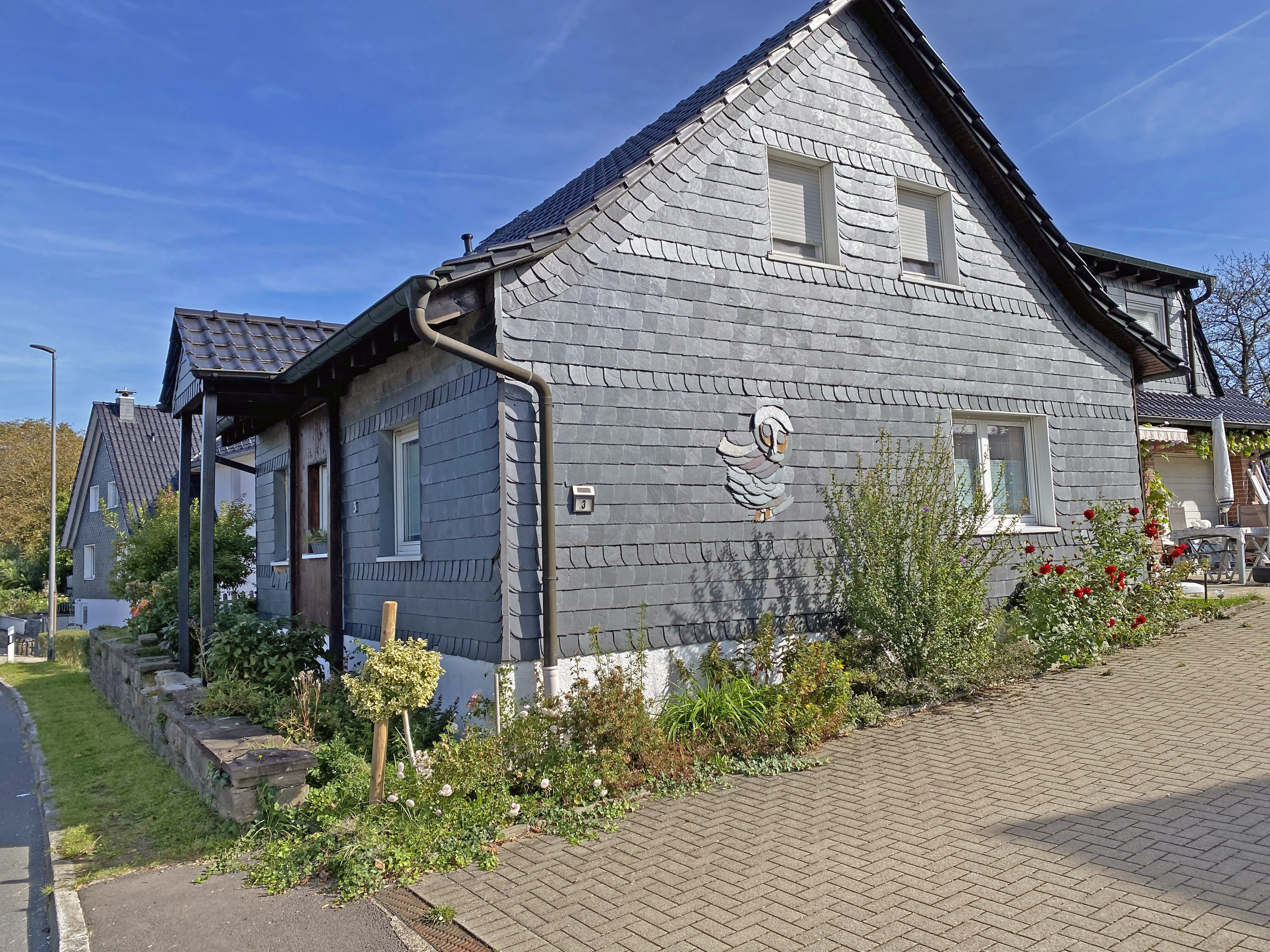
Schiefer-Fassadenschmuck in Ente
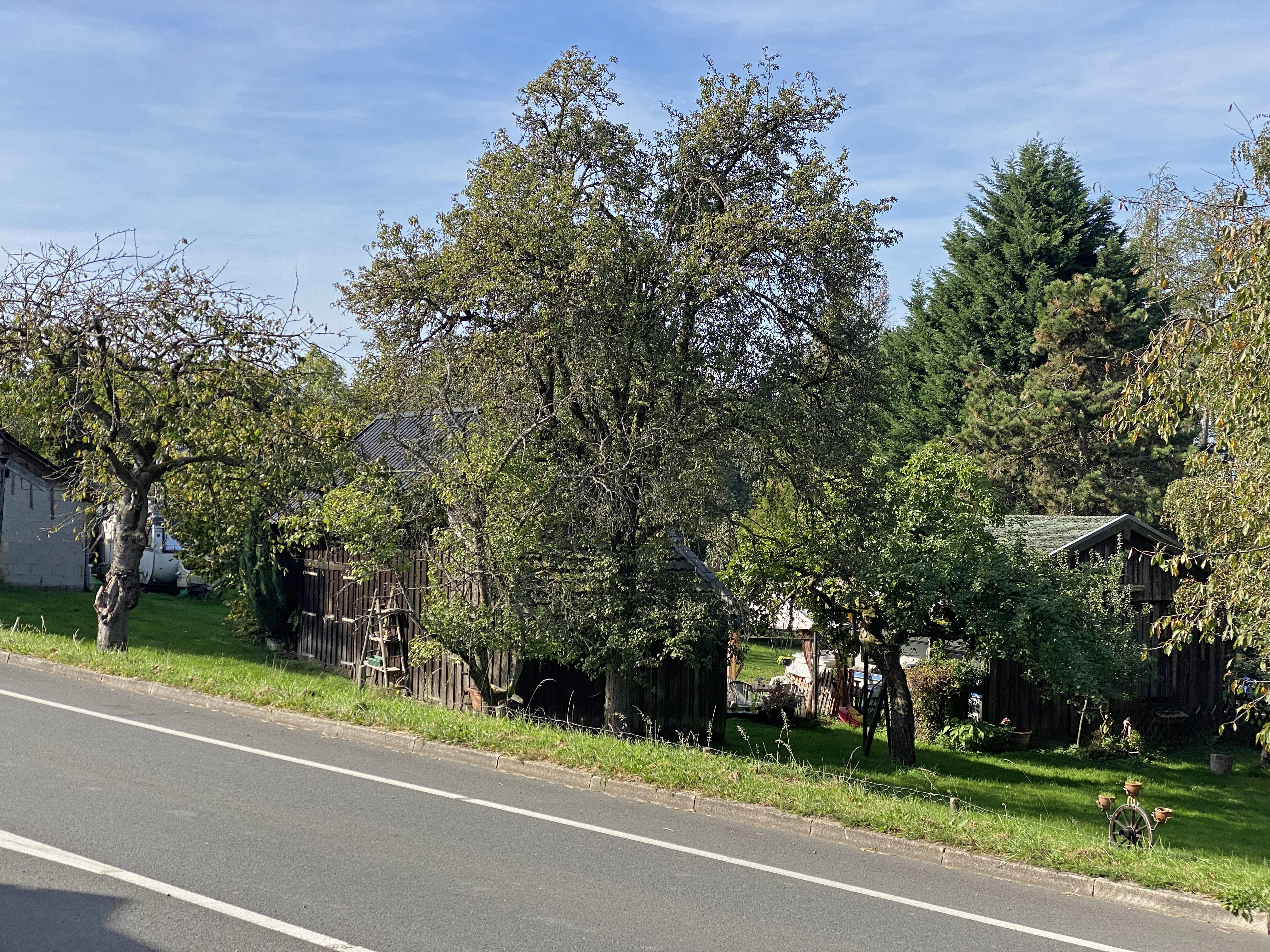
Alte Obstbäume und Holzscheunen in Ente
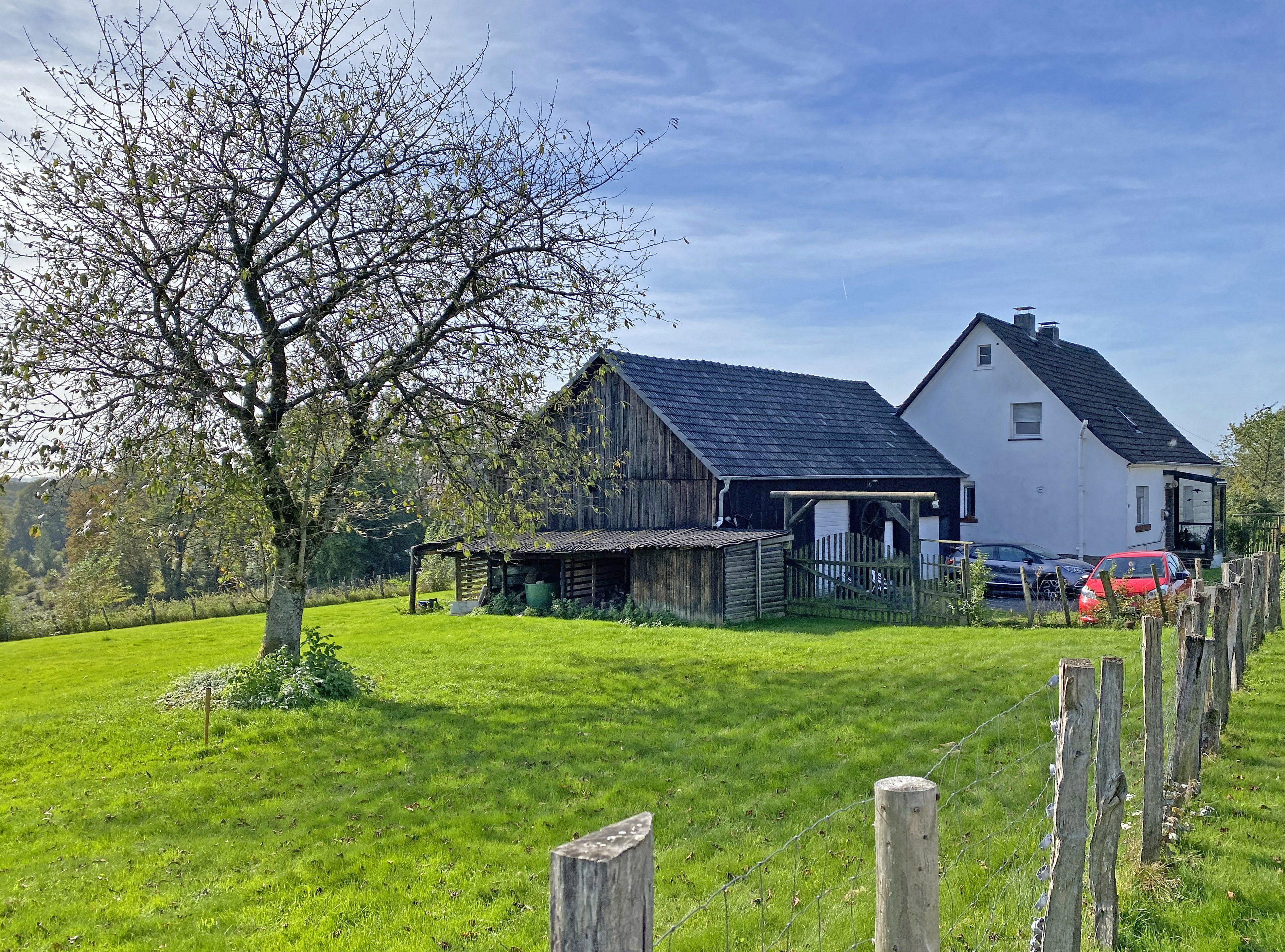